# Bailleul (Norte)
 Bailleul  (en flamenco Belle) es una comuna y población de Francia, en la región de Norte-Paso de Calais, departamento de Norte, en el distrito de Dunkerque. Es el chef-lieu de dos cantones: el cantón de Bailleul-Nord-Est y el de Bailleul-Sud-Oest.
Está integrada en la Communauté de communes Monts de Flandres-Plaine de la Lys.

## Historia
Durante la guerra de Sucesión de Borgoña, fue saqueada y destruida en 1478 junto con Poperinge, por las tropas de Luis XI. Formó parte de los Países Bajos de los Habsburgo, destruida de nuevo por los hugonotes franceses en 1583, fue tomada por las tropas españolas comandadas por Alejandro Farnesio ese mismo año. Hasta su anexión a Francia en 1678 mediante tratados de Nimega.

## Demografía
| 11 576 | 8 944 | 9 222 | 9 475 | 9 923 | 9 911 | 10 141 | 10 078 | 10 108 | 10 102 | 12 896 | 12 828 | 12 968 | 12 712 | 13 335 | 13 276 | 13 449 | 13 530 | 13 573 | 13 251 | 6 651 | 8 545 | 9 691 | 10 928 | 11 352 | 11 964 | 12 583 | 13 077 | 13 474 | 13 400 | 13 847 | 14 146 | 13 496 | 13 348 | 14 389 | 15 019 |
| Para los censos de 1962 a 1999 la población legal corresponde a la población sin duplicidades (Fuente: INSEE [Consultar]) |       |       |       |       |       |        |        |        |        |        |        |        |        |        |        |        |        |        |        |       |       |       |        |        |        |        |        |        |        |        |        |        |        |        |        |